# Symfonia (jeugdorkest)
Symfonia is een jeugdsymfonieorkest met leden uit Twente, de Achterhoek en de Duitse grensstreek.
Dit orkest heeft drie leeftijdsgroepen: Symfonia Opmaat, Symfonia Junior en Symfonia Jong Twente. Repetities zijn meestal in Enschede. 
Optredens zijn soms met bekende solisten. In 2023 bestond het orkest 50 jaar, dat werd gevierd met een jubileumconcert en uitgave van een jubileumboek.